# Perdita vittata
Perdita vittata är en biart som beskrevs av Cockerell 1923. Perdita vittata ingår i släktet Perdita och familjen grävbin. Inga underarter finns listade i Catalogue of Life.